# 伊西雅克
伊西雅克（法語：Issigeac，法語發音：[isiʒak]）是法国多尔多涅省的一个市镇，位于该省南部，属于贝尔热拉克区。

## 地理
伊西雅克（44°43'47"N, 0°36'26"E）面积9.16 平方千米，位于法国新阿基坦大区多爾多涅省，该省份为法国西南部内陆省份，是法國本土面积第三大的省，大致对应佩里戈尔地区，北起顺时针与夏朗德省、上维埃纳省、科雷兹省、洛特省、洛特-加龙省、吉倫特省和滨海夏朗德省接壤。
与伊西雅克接壤的市镇（或旧市镇、城区）包括：圣塞尔南-德拉巴尔德、布瓦斯、普莱桑斯、蒙马尔韦斯、蒙萨盖勒、蒙托。

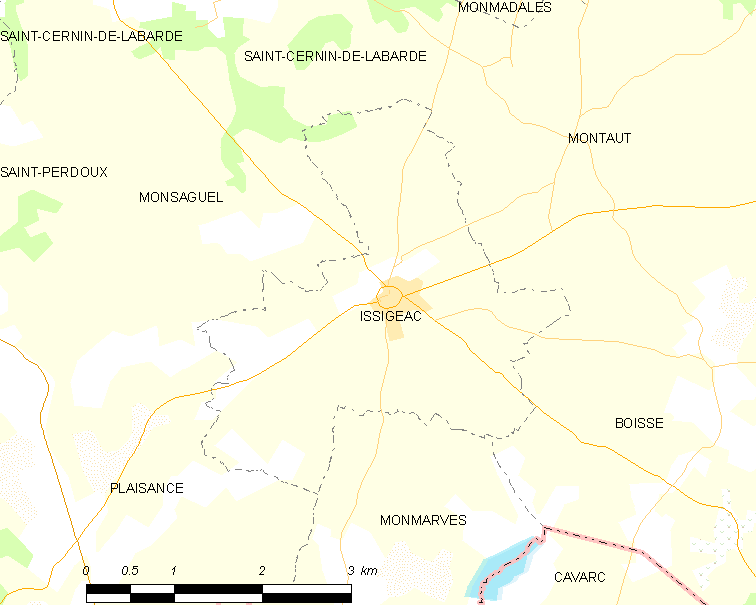
伊西雅克的OSM定位图

伊西雅克的时区为UTC+01:00、UTC+02:00（夏令时）。

## 行政
伊西雅克的邮政编码为24560，INSEE市镇编码为24212。

## 政治
伊西雅克所属的省级选区为南贝尔热拉库瓦县。

## 人口

1962-2008年间伊西雅克人口变化图示

伊西雅克于2022年1月1日时的人口数量为748人。